# Wraith: The Oblivion
Wraith: The Oblivion (Призрак: Забвение) — ролевая игра, разработанная компанией  White Wolf. Релиз базовой книги, описывающей тему и мир игры, состоялся 15 августа 1994 года. Игра приобрела культовый статус благодаря необычной концепции и серьёзной тематике, но не получила широкого отклика у поклонников НРИ и была закрыта в 1999 году. В августе 2018 года игра была возрождена и частично переработана компанией Onyx Path.

## Сеттинг
Игра повествует о призраках – неупокоенных душах, ведущих бесплотное существование на границе между мирами живых и мёртвых. Далеко не каждый человек после смерти становится призраком. Для обретения новой жизни в бесплотном теле покойник должен отчаянно желать завершения своих неоконченных дел. Один призрак хочет увидеть, как вырастут его дети. Другой мечтает найти своего убийцу. Третий пытается рассказать близким, где спрятаны его деньги, в то время как четвёртый исследует сам феномен загробной жизни по религиозным или научным соображениям.

### Два царства мёртвых
Призраки обитают в двух параллельных мирах: на земле и в загробном царстве. Простую земную действительность, хорошо известную каждому человеку, призраки называют Землями плоти. За редкими исключениями, призраки не способны физически проникать в Земли плоти, хотя обладатели древних мистических знаний способны временно создавать себе тело в материальном мире, чтобы общаться с людьми, мстить преступникам или защищать близких.
Не способные проникать в Земли плоти без колоссальных усилий воли, призраки вынуждены проводить основную часть времени в Землях теней – невидимом слое материального мира, который полностью предназначен для призраков. Земли теней не имеют ничего общего с параллельными измерениями и представляют собой буквальный, реальный мир. Тем не менее, этот мир недоступен зрению и восприятию смертных. В некотором смысле его можно уподобить цвету, которого просто никто не видит.
С точки зрения самих призраков, Земли теней выглядят так же, как и физический мир. Однако всё здесь подёрнуто атмосферой старости и разложения. Вещи кажутся ветхими и поношенными, дома – хрупкими и разваливающимися, а цветы – увядающими. Примечательно, что привидения могут воспринимать оба мира одновременно. Они могут посмотреть телевизор, стоя у смертного родственника за спиной, почитать книгу, которую он раскрыл, или полюбоваться его лицом, когда он забудется сном.
Однако Земли теней представляют собой лишь преддверие настоящего царства мёртвых. Чем старше становится призрак, тем отчётливее он слышит зов Бури – кошмарного мира мёртвых, в который ему предстоит отправиться в обозримом будущем. Когда призрак утрачивает последние нити, связывающие его с миром людей – например, завершает все неоконченные дела, теряет фамильный дом, который он оберегал, или обнаруживает, что его убийца сам превратился в призрака, – он окончательно покидает Земли теней и попадает в бессолнечное царство Бури.

### Буря
Бурей называется мир страданий, страстей и кошмаров, в котором влачат незавидное существование большинство старых призраков. Буря практически не поддаётся человеческому пониманию. С визуальной точки зрения она напоминает огромный штормовой океан, в котором лишь изредка попадаются островки спокойствия и благополучия.
Истинная сущность Бури остаётся загадкой даже для самих призраков.  В каком-то смысле единственным неизменным качеством Бури всегда оставалось вечное изменение. В одну минуту призрака может окружать огненный ветер или фигуры его умерших друзей, дрожащие в воздухе подобно миражу. В другую минуту Буря может смениться дождём из стекла или наводнением из кипящей лавы.
Восприятие Бури косвенно связано с личностью самого призрака. Хотя в каждый отдельный момент даже несколько призраков будут видеть сравнительно одинаковый образ Бури – например, ледяной дождь или торнадо из стонущих душ, – каждый из них может слышать разные голоса или замечать в отдалении фигуры разных людей из своего прошлого.
Время от времени эта психическая сторона Бури становится столь очевидной, что призраков настигает череда жутких видений, в которых они начинают бороться с собственными кошмарами – например, ожившими воспоминаниями из своей человеческой жизни. Те, кому удаётся выдержать эти испытания, часто приобретают мистические озарения, подсказывающие, что им следует делать дальше. Те, кого эти испытания окончательно лишают рассудка, нередко уходят в глубину Бури и больше никогда не возвращаются к другим призракам.

### Острова и проходы
Лишь в некоторых местах загробного мира Буря немного ослабевает, позволяя призраку пройти дальше в сравнительной безопасности. После длительного путешествия по такому проходу – безопасной тропе, ведущей сквозь Бурю – призрак может попасть на один из немногочисленных островов, над которыми Буря практически не имеет власти.
Самым крупным островом, расположенным в хаосе вечной Бури, считается Стигия. Этот древний титанический город вздымается над поверхностью острова на десятки метров, образуя причудливое нагромождение зданий, руин и замков, тянущееся ввысь. Поскольку законы физики слабо работают в мире мёртвых, Стигия сотни лет строилась именно вверх, образуя своего рода кольца с разными слоями населения.
Одни уровни города явно заимствуют архитектуру у греков, другие у римлян, третьи – у средневековых западноевропейских стран, четвёртые – у ранних американских колоний. Как правило, выходцы из определённых культур и приверженцы определённых религий живут на соответствующих кольцах Стигии. Стигию не без причин называют самым густонаселённым городом, расположенным в Буре. Она существует в царстве теней уже не первое тысячелетие, и почти каждый призрак, происходящий из европейских стран, рано или поздно оказывается здесь.
Призраки из африканских, азиатских и многих других культур живут на других островах, известных как Тёмные королевства. Хотя таким королевствам поистине нет числа, призракам хорошо известны Тёмное королевство нефрита, в котором живут азиатские души, Тёмное королевство слоновой кости, служащее пристанищем для африканских покойников, Тёмное королевство обсидиана – обитель мезоамериканских индейцев и так далее.
Ходят слухи о существовании Тёмного королевства песка, в который способны попасть только души приверженцев древнеегипетского учения о Дуате, Тёмном королевстве золота, в котором якобы проживают души коренных южноамериканских народов, а также о Тёмном королевстве глины, предназначенном только для австралийских аборигенов, хотя в последнее время туда стали попадать и души колонизаторов.
Существуют и некоторые области, не получившие титула Тёмного королевства из-за своих малых размеров, однако вполне пригодные для жизни призраков: например, Свар, в котором живут души верующих индуистов, карибская Земля отражений, ближневосточный Мантакуат Хайал, полинезийское Море, не ведающее солнца, и многое другое.

### Мёртвая материя
Любые предметы, которые некогда вызывали у людей сильные чувства, но были уничтожены или выброшены, появляются в мире мёртвых. Эти реликвии, как их принято называть в царстве теней, представляют собой своеобразные призраки неодушевлённых объектов. Реликвией может стать всё что угодно, от любимой игрушки или старинного автомобиля до ядерной бомбы или оружия, отнявшего жизнь у десятков людей.
Худшая сторона загробного мира заключается в способности неупокоенных мертвецов создавать предметы, технику, мебель, оружие и даже стены из душ других призраков. Несмотря на сравнительную гуманность и цивилизованность многих обитателей Бури, в царстве теней всегда чувствуется нехватка строительных материалов. Даже если в загробном мире появится реликвия в виде ружья, маловероятно, что в Буре окажутся подходящие для него пули. Даже если в нём появится пара хороших строительных блоков, этого недостаточно для построения городской стены, защищающей от других обитателей царства мёртвых.
По этой причине в Стигии и других уголках загробного мира вовсю процветает работорговля.  Большинство невольников и преступников приговаривают к переплавке в так называемых Кузницах душ, где их бросают на наковальни и превращают в живое сырьё. Считается, что в момент перековки невольник теряет рассудок и свою личность (умирая в окончательном смысле слова), хотя порой призраки замечают, что ружья стонут у них в руках, а от стены, окружающей Стигию, доносится шёпот и плач. 
Неудивительно, что хотя большинство призраков пользуются такими предметами в своём загробном быту, многие из них готовы пойти на всё, лишь бы не оказаться в Кузнице душ и не превратиться в живой инструмент в руках других призраков.

### Круги
Призраки не лишены человеческого рассудка: более того, они часто испытывают эмоции даже сильнее людей, поскольку именно чувства, страсти и неоконченные дела позволяют им сохранять подобие человеческой личности. Поэтому многие призраки объединяются в тесные коллективы, скованные взаимовыручкой, пониманием или даже любовью – хотя, безусловно, хватает призраков, работающих друг с другом только из политических интересов или соображений банального выживания.
Такие компании призраков чаще всего называют кругами, хотя отдельные группы неупокоенных мертвецов могут именовать себя культами, кликами или даже семьями. Призраки, вышедшие из состава круга и не сумевшие подыскать себе другую компанию, чаще всего проживают весьма недолгие жизни, поскольку их быстро ловят работорговцы и отправляют на переплавку в Кузницу душ.

### Далёкие берега
Многие призраки, путешествующие по загробному миру, рассказывают о загадочных землях, находящихся в столь отдалённых областях Бури, что слухи об этих далёких краях почти невозможно ни опровергнуть, ни подтвердить. Прозванные Далёкими берегами, эти легендарные земли считаются самым близким аналогом Рая в загробном мире. Считается, что любой, кто сможет до них добраться, обретёт подлинное упокоение – а не то бледное подобие жизни, которое влачит большинство обитателей мира мёртвых.
Никто из усопших, отправившихся на поиск Далёких берегов, не вернулся назад – что можно рассматривать и как опровержение, и как подтверждение этих легенд.

### Лабиринт
Далеко за пределами Стигии, в самой глубине Бури, находится полулегендарное место, известное призракам как Лабиринт. Подобно Стигии, Лабиринт не имеет единого облика и представляет собой кошмарную смесь из старых тюремных камер, больничных палат, таинственных коридоров и даже более экзотических мест наподобие огненных озёр или гигантских зеркал.
В глубине Лабиринта располагаются гнёзда чудовищных призраков, известных как Малфеане. Прозванные Нерождёнными, Малфеане предположительно представляют собой души сущностей, которые никогда не рождались в мире людей и стали призраками буквально после своего появления. Малфеане враждебны большинству призраков, хотя некоторым мертвецам удаётся заключить с ними сделку и получить чудовищные дары взамен на согласие выполнять их задачи в других частях Бури.

### Пустота
Хотя в Буре и не существует чётких географических координат (она по определению бесконечна и непостижима), время от времени призраки, путешествующие через Бурю, чувствуют, что дорога уводит из вниз, в самые недра загробного мира.
Прозванная Пустотой, глубинная область Бури наполнена самыми агрессивными и разрушительными обитателями царства мёртвых. Когда мертвец понимает, что путь уводит его в Пустоту, у него остаётся последний шанс повернуть назад. Если он продолжает идти вперёд, дорога приводит его к хищной пасти Забвения.

### Забвение
Это страшное место играет особую роль в мифологии призраков. Тот, кто коснулся Забвения, навсегда пропадает из этого мира. Вернуться назад из Забвения невозможно по определению. Такого призрака просто стирает из мироздания. Некоторые призраки интуитивно чувствуют, что Забвение понемногу растёт, приближаясь к поверхности Бури, Стигии, а предположительно – даже к миру людей.
Никто не знает, что будет, когда Забвение окончательно вырвется на поверхность, а его сила дотянется до материального мира. Возможно, настанет время всеобщего перерождения, хотя большинство призраков предполагают, что этот момент знаменует бесповоротный конец Вселенной.
Что бы ни представляло собой Забвение, призракам хорошо известно, что они попадут в него, если утратят последние капли своей человечности. Чем больше призрака забывают родственники на земле, чем меньше у него остаётся незавершённых дел и чем больше он поддаётся отчаянию, тем чаще путь через Бурю приводит его к Забвению. Даже если призрак пытается каждый раз следовать новыми тропами, Буря непостижимым образом изменяется, заставляя его вновь оказаться на краю этой бездны. Единственное, что может предпринять такой призрак для выживания, заключается в культивации самых светлых эмоций, надежд и стремлений – то есть тех самых чувств, которые реже всего встречаются в мире мёртвых.

### Тень
Величайшее проклятие каждого призрака заключается в том, что он носит в себе своё тёмное отражение – разумное воплощение его худших пороков, известное как Тень. Призраки ощущают влияние Тени практически постоянно, иногда даже слыша её обольстительный шёпот у себя в голове. Хотя большинство призраков связывают это тёмное отражение своей личности с разрушительной силой Забвения, до сих пор неизвестно, что именно пробуждает Тень.
Самая жуткая сторона Тени заключается в том, что она предлагает призраку силу, которой он попросту не обладает. Тень может спасти призрака, оказавшегося в критической ситуации. Она может помочь ему справиться с недругом или подсказать самый лёгкий способ решения трудной задачи. Однако всегда, когда призрак прислушивается к Тени или даёт ей бразды правления над своим телом, он утрачивает одну из последних капель своей человечности.
Поддавшись соблазнам Тени достаточное количество раз (буквально от одного до нескольких сотен – в зависимости от выдержки призрака), он разрывает последние связи с миром людей и превращается в Спектра: злобную и садистскую сущность, задача которой заключается в соблазнении других призраков или их ликвидации.
Спектры открыто служат Забвению и, по всей видимости, помогают ему разрастаться. Если верить худшим гипотезам призраков, окончательная цель Спектров состоит в уничтожении всего живого и погружении всего мироздания в хищную пасть Забвения. Именно постоянная угроза их нападения объясняет, почему даже самые гуманные среди призраков не отказываются от переплавки невольников в городские стены, оружие и доспехи. 

#### Теневод
С игровой точки зрения каждый раз, когда Тень захватывает контроль над разумом призрака, управление персонажем временно переходит к другому игроку, выступающему в роли его Тени. Такой игрок называется Теневодом. Его задача заключается в медленном, планомерном разрушении личности персонажа, хотя Теневодам и рекомендуется не совершать поступков, которые могут испортить хозяину персонажа удовольствие от игры.

### Некрополи
Многие призраки могут хотя бы временно возвращаться из Бури в Земли теней, чтобы выполнять свои задачи в мире людей. Такие призраки обитают в городах материального мира, хотя и остаются невидимы для простых смертных. В каком-то смысле их можно считать такими же полноценными жителями земли, что и обычных людей.
Призрачную половину каждого города принято называть некрополем: например, призраки, обитающие на территории Вашингтона, живут в Вашингтонском некрополе. Жители одного некрополя часто предоставляют друг другу услуги самого разного характера. Подобно людям, они могут конкурировать за ресурсы, плести политические интриги, совершать преступления друг против друга – или, напротив, влюбляться, заключать длительные союзы или создавать тесно связанные группы поддержки.
Дома, в которых призраки проводят большую часть времени, называются их пристанищами. Например, пристанищем может стать заброшенный склад, разрушенный особняк или старая церковь. Самое крупное и надёжное пристанище часто становится Цитаделью – особым призрачным зданием, которое наделено оккультной защитой и в котором призраки могут спрятаться от врагов.
Цитадели играют столь важную роль в жизни призраков, что порой скопление мёртвых на их территории чувствуют даже живые люди. Когда в городском фольклоре появляется очередная легенда о “страшном доме на холме” или “руинах жуткого замка”, как правило, речь идёт о возникновении очередной Цитадели.

### Саван
Хотя призраки и способны видеть и слышать то, что происходит в мире людей, между материальной и загробной реальностью пролегает мистическая пропасть, известная в мире мёртвых как Саван. Чем сильнее Саван в отдельной точке земного шара, тем труднее становится призракам прорываться сквозь него в мир людей и влиять на материальных существ своими оккультными силами.
Саван значительно ослабевает в местах, ассоциирующихся у людей с разложением или смертью, и многократно усиливается там, где люди забывают о своих иррациональных страхах. Например, призраку куда легче вторгнуться в мир людей на кладбище или поле боя, а не в сверхсовременной лаборатории или доме счастливой семьи.

## Политика Стигии
По умолчанию, каждая игра Wraith: The Oblivion хотя бы косвенно связана с деятельностью Стигии. Несмотря на то, что Стигия представляет собой только самую организованную (но далеко не единственную) часть загробного мира, большинство призраков обитают именно в ней и вынуждены участвовать в её политических играх.
Самой известной и монолитной структурой Стигии по праву считается Иерархия – древний орден, обеспечивающий существование местных призраков за счёт подчинения сложным законам, нацеленным на выживание как можно большего числа призраков за счёт тотального угнетения социальных меньшинств.
Каждый гражданин Стигии принадлежит к тому или иному сообществу внутри Иерархии. Такие сообщества называются Легионами в честь величайших военных формирований, которые существовали в мире людей на ранних этапах развития Иерархии.
Всего существует восемь таких Легионов, каждый из которых пускает в свои ряды только призраков, умерших по определённой причине наподобие старости или болезни.
- Безмолвный легион состоит из людей, умерших в состоянии полного и абсолютного отчаяния.
- Легион попрошаек принимает в свои ряды только тех, кто умер при неизвестных или необъяснимых обстоятельствах – в том числе, по сверхъестественным причинам.
- Железный легион пополняют призраки, умершие от старости.
- Изумрудный легион предназначен для жертв непредвиденных случаев – тех, кто умер по причинам, формирующихся только при удивительном стечении обстоятельств.
- Мрачный легион открывает свои двери тем, кто умер насильственной смертью.
- Кающийся легион известен своими безумными представителями, которые умерли в состоянии помешательства.
- Костяной легион предназначен для жертв болезней. Неудивительно, что с развитием современной медицины в него с каждым десятилетием начинает попадать всё меньше и меньше призраков.
- Легион судьбы по праву считается самой загадочной организацией призраков, поскольку в него записывают только тех призраков, которые расстались с жизнью по воле самой судьбы. Эти призраки утверждают, что им с самого рождения было предначертано умереть совершенно определённой смертью.

### Владыки смерти
Лидеров Иерархии принято называть Владыками смерти. За всю историю существования Стигии этот статус удалось получить только нескольким самым решительным и амбициозным призракам. Об их могуществе говорит уже то, что каждый из них возглавляет собственный Легион и владеет личным дворцом. Владыки смерти соперничают за души людей, которые могут пополнить их Легионы. Самая тёмная сторона их деятельности заключается в том, что порой они вмешиваются в жизнь обычных людей, подтасовывая события так, чтобы люди умирали совершенно определённой смертью – с тем чтобы затем их можно было принять в загробные Легионы.

### Звания
Большинство обитателей Стигии носят звание простых легионеров. Им поручают выполнение задач, связанных с сущностью их Легиона: например, членов Мрачного легиона используют как солдат в загробных войсках, а легионерам Судьбы обычно приказывают разрешать конфликты с другими фракциями посредством дипломатических переговоров.
Легионеры, проявившие административные способности, быстро становятся центурионами – лидерами небольших отрядов, которые занимаются решением проблем, возникающих на вверенной им территории.
Маршалами становятся главные представители Стигии в Землях теней. Они пробираются на поверхность загробного мира и возглавляют отряды Стигии в местных некрополях.
Стать регентом может лишь самый надёжный из маршалов. Задачи такого призрака не отличаются от поручений маршала, однако регенту позволяют действовать по своему усмотрению и отдавать приказы маршалам от лица всей Иерархии.
Свободу регентов ограничивает только власть повелителей – призраков, координирующих действия нескольких регентов по всему некрополю.
Наконец, фактическим лидером некрополя (и нередко самым могущественным призраком в его окрестностях) становится анакреон.
Если позиция анакреона считается невероятно почётной, то худшей ролью для обитателя Стигии (а иногда и невольника, не разделяющего философии Иерархии) становится позиция баргеста. Таких призраков подвергают мистическому аналогу лоботомии и превращают в чудовище, отдалённо напоминающее собаку. Баргест отличается абсолютной преданностью своему хозяину, в роли которого выступает любой призрак, держащий в руках его поводок.
Однако ещё более скорбная участь ожидает людей, которые пробуждаются в Землях теней без малейших воспоминаний о своей личности. Трудно сказать, чем именно вызван этот эффект, однако некоторые призраки с самого начала утрачивают последние капли воли и разума. Известные как трутни, такие призраки просто не понимают, что происходит вокруг, и нередко берутся за машинальное повторение событий, которые некогда привели к их смерти. Известные людям истории о привидениях, убегающих от своих убийц или блуждающих по руинам замков в поисках своих давно усопших детей, в большинстве случаев повествуют именно о подобных трутнях.

### Диктум Мортуум
Было время, когда призраки могли свободно воздействовать на своих смертных родственников, общаться с ещё живыми друзьями и даже вторгаться в их разум, с тем чтобы на короткое время войти в мир людей. Тем не менее, с появлением христианства и некоторых других монотеистических религий призраки стали всё чаще встречать отпор от священников, инквизиторов, экзорцистов и даже профессиональных охотников на чудовищ.
Несколько столетий назад Иерархия решила положить конец прямому контакту загробного мира с солнечным царством людей. Тогда она издала Диктум Мортуум – свод законов, возбраняющих всякую связь между людьми и призраками.
Некоторые призраки полагают, что таким образом Иерархия попыталась лишить своих подданных возможности заниматься своими личными делами, с тем чтобы каждый призрак интересовался лишь благополучием самой Иерархии. Так это или нет, Иерархия часто закрывает глаза на лёгкие нарушения этого закона. Более того, временами на связь с людьми приходится выходить агентам самой Иерархии.
Однако с сугубо формальной точки зрения за попытку связаться со смертными или даже войти в их разум каждого призрака должна ждать переплавка в Кузнице душ – или немногим более мягкое наказание, если лидеры Иерархии считают преступника потенциальным союзником.

### Гильдии
В старину, когда Иерархия ещё не запрещала своим представителям вмешиваться в дела смертных, в Стигии действовали шестнадцать крупных ремесленнических домов, известных как Гильдии. Каждая Гильдия предоставляла призракам совершенно определённые услуги, нередко связанные с вторжением в Земли плоти.
Помимо прочего, лидеры каждой Гильдии обучали своих последователей одному из мистических искусств, известных загробному миру. Например, учителя одной Гильдии обучали своих подопечных вторгаться в разум людей. Наставники из другой могли показать, как можно создать безопасный проход через Бурю. Третьи влияли на мысли, эмоции или даже тела самих призраков.
Активной деятельности Гильдий положил конец Диктум Мортуум, запретивший открытое влияние призраков на Земли плоти и ограничивший использование других мистических сил. Несмотря на это, Гильдии втайне продолжили свою деятельность, но уже по другую сторону закона.
Понимая, что Гильдии всё равно не исчезнут, Иерархия позволила тринадцати Гильдиям стать естественной частью Стигии при условии, что они не станут открыто нарушать Диктум Мортуум. Эти тринадцать Гильдий вошли в состав Стигии, и хотя они не получили официального признания, любому местному призраку известно о подпольном существовании этих оккультных ремесленников. Более того, чиновники Иерархии хорошо знают имена большинства из этих ремесленников – но до тех пор, пока они не нарушают традиции Иерархии в открытую, им позволяют существовать.
Ещё три Гильдии продолжили свою деятельность за чертой закона, поскольку объединение с Иерархией напрямую противоречило их интересам. Сегодня членами Гильдий считаются только около 10% от всех обитателей Стигии. Более того, самые молодые призраки могут даже не знать о существовании Гильдий или считать их пережитками прошлого – пока судьба не сведёт их с одним из этих полуофициальных преступников.
В той или иной степени Иерархия признаёт право на подпольную деятельность за следующими Гильдиями.
- Мастеровые занимаются ковкой новых предметов и инструментов из душ нарушителей и рабов.
- Певчие занимаются развлечением местных призраков.
- Предвестники работают проводниками в самых опасных областях Бури.
- Привидения вторгаются в Земли плоти для выполнения тайных заказов, поступающих от самых разных клиентов – а также для получения удовольствия путём запугивания беззащитных людей.
- Скульпторы изменяют тела призраков, придавая им новые формы.
- Наблюдатели помогают жителям Стигии (а зачастую и другим призракам) защищать объекты, связывающие их с материальным миром.
- Прорицатели наделены ограниченными способностями к пониманию будущего и самой Судьбы.
- Искупители помогают призракам сохранять остатки былой человечности.
- Прокторы занимаются собственными делами в Землях плоти.
- Полтергейсты известны своими телекинетическими способностями.
- Кукловоды решают свои проблемы в мире людей руками самих людей – как правило, загипнотизированных или даже порабощённых.
- Ростовщики позволяют неупокоенным мертвецам обмениваться различными видами психической и оккультной энергии.
- Песочные люди плетут кошмары и проникают в грёзы как призраков, так и смертных.

Ещё три Гильдии уже веками считаются в Иерархии злостными нарушителями или даже врагами всей Стигии.
- Солиситоры воздействуют на эмоции и желания других призраков, иногда подчиняя их своей воле.
- Алхимики изменяют свойства самых разнообразных объектов, включая дома и реликвии, связывающие призраков с миром живых людей.
- Мнемои способны проникать в разум призраков и искажать их воспоминания о самих себе.

### Ренегаты
Ренегатами называются гордые и свободолюбивые призраки, отказывающиеся подчиняться законам Иерархии. В отличие от древнего ордена Стигии, Ренегаты редко поддерживают связи друг с другом и в основном действуют небольшими содружествами из двух или нескольких кругов, часто именуемых бандами.
Моральный облик этих отступников и бунтарей разнится от одной банды к другой. Одни могут заниматься своими делами, не преступая человеческих представлений о нравственности. Другие живут по законам античного мира, нападая на слабых и уводя их в рабство. Мало кого Иерархия ненавидит больше, чем Ренегатов, поскольку они подрывают традиции и устои Стигии. Призрака, уличённого или попросту заподозренного в тесных связях с этими бунтарями, чаще всего приговаривают к переплавке в Кузнице душ.

### Еретики
Еретиками зовутся призраки, убеждённые в том, что мир мёртвых – не более чем Чистилище, перевалочный пункт между человеческой жизнью и неким возвышенным райским существованием. Еретики столь же разнообразны, что и Ренегаты: одни могут следовать христианским догмам, другие – египетским представлениям о восхождении на Поля Иалу, третьи – собственноручно написанным книгам о трансцендентности.
Хотя в редких случаях Иерархия терпит появление Еретиков рядом со Стигией или даже объединяется с ними для устранения Ренегатов, отношения между этими религиозными фанатиками и деспотичным орденом Стигии всегда остаются холодными и напряжёнными. Известны случаи, когда Иерархия предлагала амнистию одному культу Еретиков для уничтожения всех остальных.

## Критика
Несмотря на свой культовый статус, игра так и не получила широкого отклика у поклонников НРИ. Один из ключевых разработчиков книги, Марк Рейн-Хаген, связывает этот факт в равной степени с депрессивной эстетикой сеттинга и необходимостью выступать в роли существа, обладающего только волей и разумом, но не телом в привычном понимании этого слова.

## Интересные факты
Обложка оригинальной книги была покрыта фосфоресцирующим слоем, который заставлял книгу светиться в темноте.
В 1999 году компания  White Wolf официально закрыла сеттинг, выпустив книгу Ends of Empire и связав гибель загробного мира с началом Геенны – апокалиптического события, на приближение которого разработчики намекали во многих других книгах Мира Тьмы. Таким образом, официальное закрытие сеттинга было вписано в сюжетную хронологию других игровых вселенных.
Несмотря на прекращение выпуска новых книг, разработчики косвенно продолжили историю мира мёртвых в сеттингах Orpheus и Geist: The Sin-Eaters. Кроме того, в 2018 году компанией Onyx Path была издана новая редакция Wraith: The Oblivion.